# Welaryzacja
Welaryzacja (od łac. velum „podniebienie miękkie”) – proces koartykulacyjny, polegający na utworzeniu podczas artykulacji dźwięku dodatkowego zwężania poprzez wzniesienie tyłu języka w kierunku podniebienia miękkiego. Stopień tego wzniesienia oraz jego kierunek (bardziej lub mniej tylny) mogą się wahać. Określenie to sygnalizuje równocześnie, że podstawowe miejsce artykulacji jest inne.
Welaryzacja nadaje spółgłosce dodatkowej ‘ciemnej’ barwy samogłoski [u] lub [o]. W transkrypcji IPA dźwięki welaryzowane oznaczane są symbolem [ˠ] np. [tˠ]. Welaryzowane l, szczególnie rozpowszechnione w językach świata (znane Polakom jako aktorskie ł), jest zapisywane specjalnym symbolem: [ɫ].
W języku rosyjskim opozycja między spółgłoskami twardymi a miękkim oparta jest przede wszystkim na kontraście między spółgłoskami welaryzowanymi a palatalizowanymi. Szczególnie dobitnie zauważalne jest to w przypadku /lˠ/ i /lʲ/.
Welaryzacja jako kontrastywna cecha spółgłosek występuje także w języku irlandzkim i języku st’át’imcets.